# Rentwertshausen
Rentwertshausen este o comună din landul Turingia, Germania.